# Rue Honoré-d'Estienne-d'Orves (Le Pré-Saint-Gervais)
Pour les articles homonymes, voir Rue Honoré-d'Estienne-d'Orves.
La rue Honoré-d'Estienne-d'Orves est une artère importante de la ville du Pré-Saint-Gervais.

## Situation et accès
Cette rue suit le tracé de la route départementale D 35bis qui part de l'avenue de la Porte-Chaumont, croise la rue André-Joineau (anciennement Grande-Rue) et est continuée par la rue Gabriel-Péri.

## Origine du nom

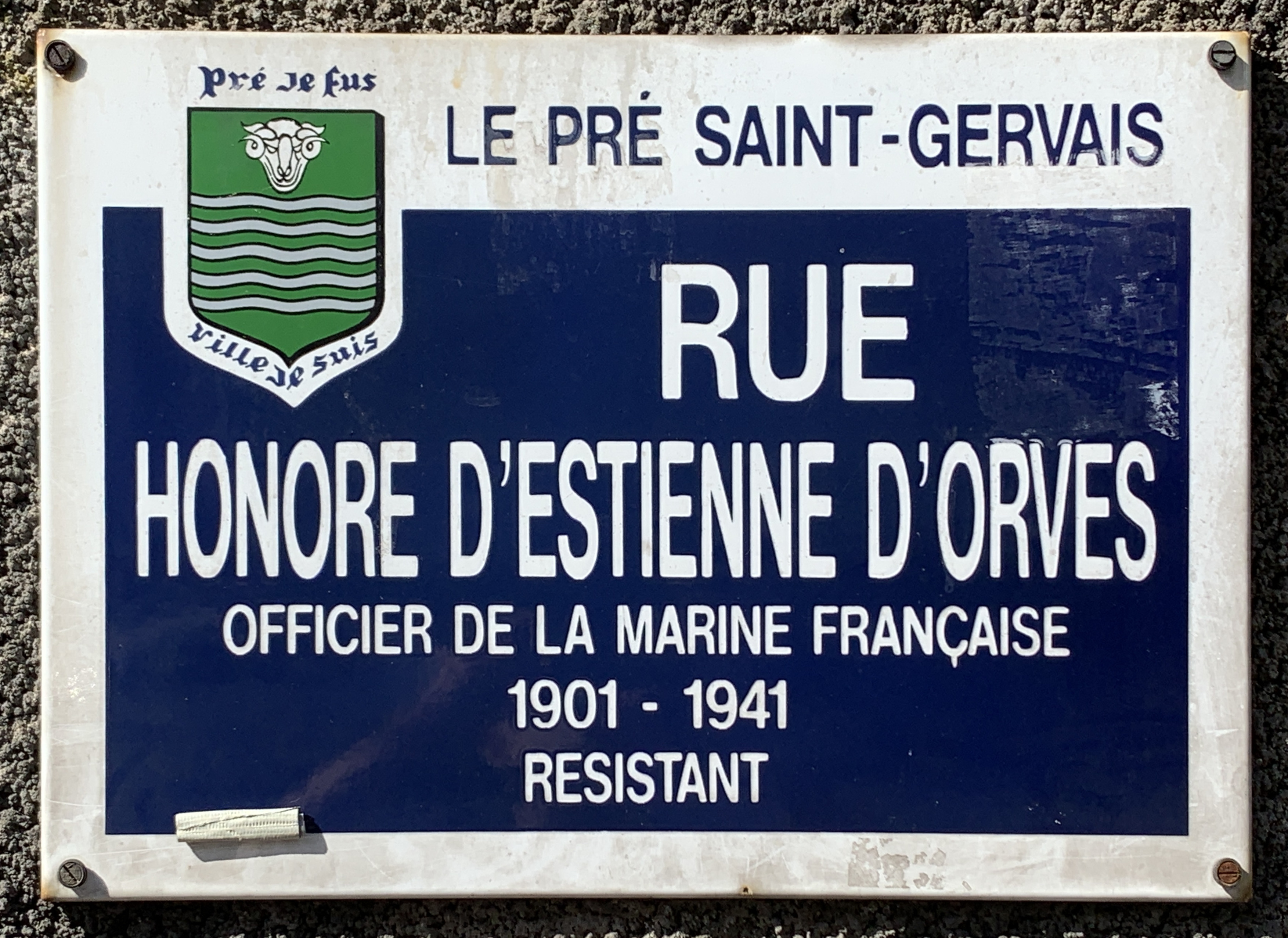
Plaque de la rue.

Elle rend hommage à Honoré d'Estienne d'Orves, mort pour la France.

## Historique
Cette voie de circulation s'appelait autrefois « ruelle Asselin ». C'est par délibération du conseil municipal du 9 août 1834 qu'elle prend le nom de « rue de la Villette ».
En 1901, la Compagnie des tramways de l'Est parisien y ouvre une ligne de tramway venant de la Porte Chaumont. Il s'agissait de la ligne 4 qui fut renommé ligne 99 après sa reprise par la Société des transports en commun de la région parisienne en 1910.
En 1930, la partie ouest de la « rue de la Villette », qui s'étendait jusqu'à l'enceinte de Thiers, est annexée par la ville de Paris et devient un prolongement de l'avenue de la Porte-Chaumont.
C'est après-guerre que la « rue de La Villette » a été renommée « rue Honoré-d'Estienne-d'Orves »
Elle fait partie des cent-cinquante-neuf rues limitrophes de Paris représentées dans la série photographique de 1971 intitulée 6 mètres avant Paris.

## Bâtiments remarquables et lieux de mémoire
- Église de la Sainte-Famille du Pré-Saint-Gervais, à l'angle de la rue Paul-de-Kock.